# フィエー・アッロ・シーリアル
フィエー・アッロ・シーリアル（伊: Fiè allo Sciliar ; 独: Völs am Schlern フェールス・アム・シュレルン）は、イタリア共和国トレンティーノ＝アルト・アディジェ州ボルツァーノ自治県にある、人口約3,600人の基礎自治体（コムーネ）

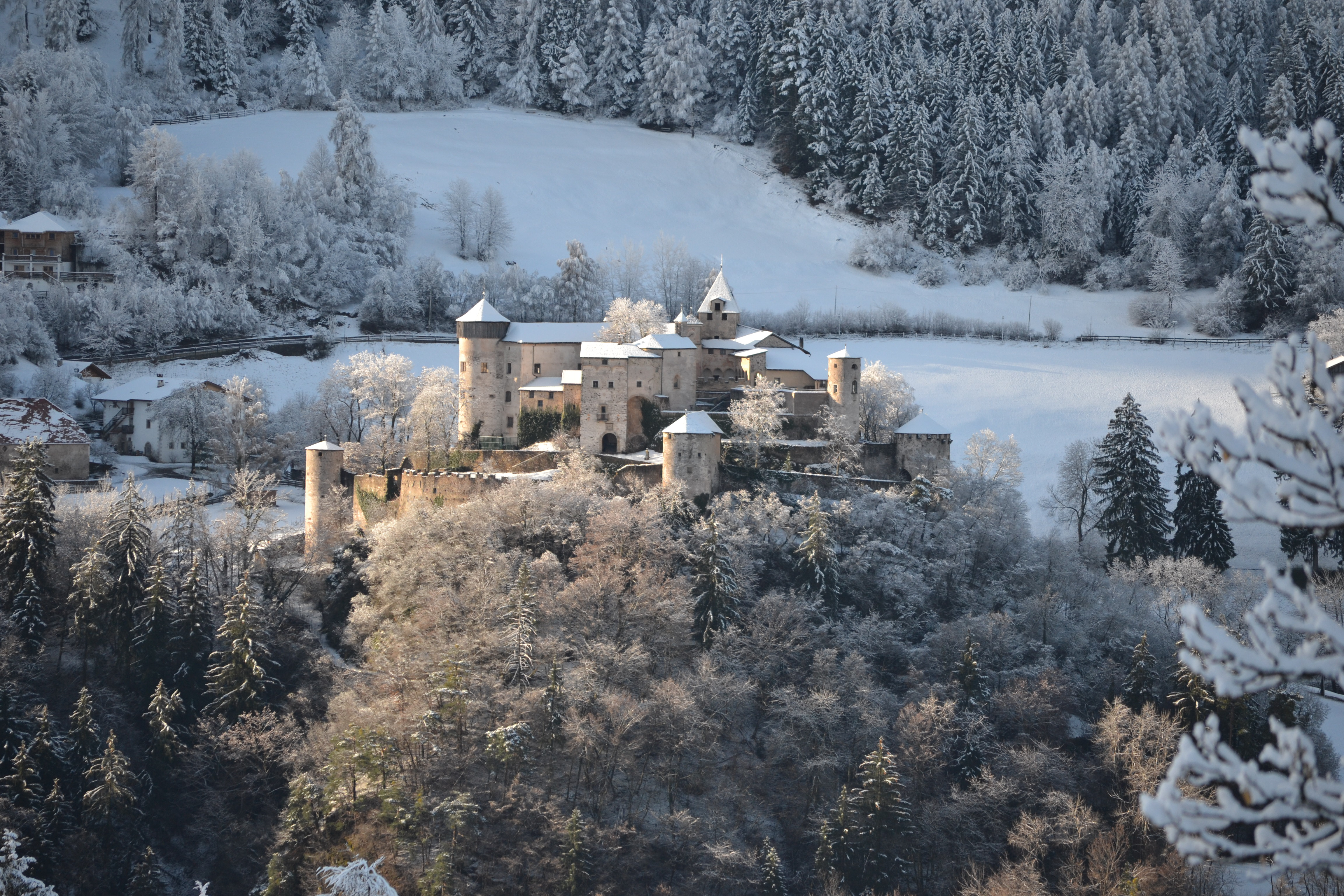
Prösels Castle

## 地理

### 位置・広がり

#### 隣接コムーネ
隣接するコムーネは以下の通り。
- カステルロット
- コルネード・アッリザルコ
- レノン
- ティーレス

## 行政

### 分離集落
フィエー・アッロ・シーリアルには、以下の分離集落（フラツィオーネ）がある。
- Aica di Sopra/Oberaicha, Aica di Sotto/Unteraicha, Fiè di Sopra/Obervöls, Fiè di Sotto/Untervöls, Novale di Fiè /Völserried, Novale di Presule/Pröslerried, Passo/Steg, Peterbühel, Prato all'Isarco/Blumau, Presule/Prösels, San Costantino/St. Konstantin, Santa Caterina/St. Kathrein, Sant'Antonio/St. Anton, Umes/Ums

## 住民

### 言語
| 言語集団調査（2011年） | 言語集団調査（2011年） | 言語集団調査（2011年） | 言語集団調査（2011年） | 言語集団調査（2011年） |
| ---------------------- | ---------------------- | ---------------------- | ---------------------- | ---------------------- |
|                        |                        |                        |                        |                        |
| ドイツ語               | ドイツ語               |                        | 94.92%                 | 94.92%                 |
| イタリア語             | イタリア語             |                        | 4.46%                  | 4.46%                  |
| ラディン語             | ラディン語             |                        | 0.62%                  | 0.62%                  |

2011年に行われた、住民がドイツ語・イタリア語・ラディン語のいずれの「言語集団」に属するかの調査によれば（ボルツァーノ自治県#言語集団調査参照）、住民の約95%がドイツ語話者である。